# Universidad La Salle (México)
Las Universidades La Salle son universidades privadas y de inspiración cristiana en México, que imparten estudios de bachillerato, licenciatura, maestría y doctorado. Fueron fundadas bajo la inspiración de San Juan Bautista De La Salle. Han tenido su expansión en el país, creando un sistema nacional universitario propio. Su campus principal está en la Ciudad de México y tiene presencia en Ciudad Obregón, Chihuahua, Gómez Palacio, Monterrey, Ciudad Victoria, Bajío (León y Salamanca), Morelia, Pachuca, Nezahualcóyotl, Cuernavaca, Puebla, Cancún, Saltillo y Oaxaca.
Forma parte de la Comunidad Educativa de los Hermanos de las Escuelas Cristianas, fundada por San Juan Bautista De La Salle, Patrono Universal de los Educadores. La Congregación cuenta con aproximadamente setenta y siete mil colaboradores seglares y un millón de alumnos alrededor del mundo, tiene establecidos planteles de nivel superior en Argentina, Bélgica, Brasil, Colombia, Costa de Marfil, España, Francia, Guatemala, Filipinas, Estados Unidos, Venezuela e Israel.

## Historia
En 1905, los hermanos lasallistas, Jebert Alphonse Gibert, Adrien Marie Astruc, Amedée Francois Vincent, Antoinde Claude Carrel viajaron a México desde El Havre y con la compañía del hermano Pedro Celestino Schniedier quien viajó desde Colombia se fundó la delegación de los hermanos lasallistas en México. Desde entonces, los lasallistas trataron de fundar una universidad, pero como primeros pasos se fueron instalando escuelas en Puebla, Toluca, Torreón, Monterrey, y en diversas localidades del país. 
En la Ciudad de México durante 1931, la escuela preparatoria Colegio Francés De la Salle inició sus actividades en la colonia San Rafael. En 1932, el Bachillerato obtuvo el reconocimiento formal y autorización de la Universidad Nacional Autónoma de México. En 1938, se estableció la escuela preparatoria Colegio Cristóbal Colón.
El 15 de febrero de 1962, se creó la Universidad en la colonia Condesa. Siendo una Universidad de Inspiración Cristiana y privada, se esperaba una corriente conservadora como la de la Universidad Anáhuac (perteneciente a los Legionarios de Cristo), pero no fue este el modelo seguido, ni tampoco el de la corriente progresista de la Universidad Iberoamericana (propiedad de la Compañía de Jesús). Los líderes lasallistas tomaron como modelo institucional al Manhattan College de Nueva York. Durante los primeros años, recibió el apoyo de la UNAM. El 29 de mayo de 1987 se le otorgó Reconocimiento de Validez Oficial por decreto presidencial publicado en el Diario Oficial de la Federación para abrir planteles en toda la República. La Universidad La Salle no se encuentra ligada a la Iglesia católica o al Vaticano, su control lo ejercen los Hermanos de las Escuelas Cristianas (Hermanos Lasallistas), su modelo es el más cercano al predominante en las Universidades Católicas Latinoamericanas.
Siendo una Universidad de Inspiración Cristiana, reconoce su misión y comportamiento: "para dar institucionalmente testimonio de fidelidad al Evangelio y a la Iglesia formada por Jesucristo, así como para establecer un diálogo permanente entre la fe y la ciencia". A pesar de que la independencia del control eclesiástico ha sido enfatizada, sus dirigentes invitaron, sin éxito, al Papa Juan Pablo II a su campus en 1979.

## Facultades
La Universidad La Salle ofrece una amplia gama de carreras, divididas en sus distintas facultades siendo las siguientes:
- Facultad de Derecho
- Facultad de Ciencias Químicas
- Facultad de Ingeniería
- Facultad de Negocios
- Facultad de Humanidades y Ciencias Sociales
- Facultad Mexicana de Medicina
- Facultad Mexicana de Arquitectura, Diseño y Comunicación
- Facultad de Negocios
- Escuela de Altos Estudios en Salud

## Instituciones en Países
- El Instituto de los Hermanos de las Escuelas Cristianas

### En Argentina
- Instituto La Salle Florida
- Instituto La Salle San Martín
- Instituto La Salle Rosario
- Colegio La Salle Buenos Aires
- Colegio La Salle Pigüé
- Colegio La Salle Arguello
- Centro Educativo La Salle Malvinas Argentinas
- Colegio La Salle Paraná
- Colegio La Salle Jobson

### En Colombia
- Universidad De La Salle, Ciudad de Bogotá.
- Liceo Hermano Miguel De La Salle, Ciudad de Bogotá.
- Colegio de La Salle, Ciudad de Bogotá.
- Institución San Bernardo De La Salle, Ciudad de Bogotá.
- Juan Luis Londoño I.E.D La Salle, Ciudad de Bogotá.
- Rogelio Salmona I.E.D, Ciudad de Bogotá.
- Colegio José Eustasio Rivera I.E.D , Ciudad de Bogotá.
- Colegio de La Salle, Cúcuta.
- I.E Colegio Sagrado Corazón de Jesús, Cúcuta
- Colegio de La Salle, Cartagena de indias.
- I.E Jorge Garcia Usta, Cartagena de indias.
- I.E Colegio Antonio Ramos De La Salle, Cartagena de indias.
- I.E.M San Juan Bautista de La Salle, Zipaquirá.
- Escuela Normal Superior, Gigante Huila.
- Colegio de La Salle , Villavicencio.
- Escuela de La Salle para La Paz y la vida, Villavicencio.
- Colegio de La Salle, Bucaramanga.
- Instituto San José de La Salle, Bucaramanga.
- I.E Politécnico Alvaro Gonzáles Santana, Sogamoso.
- Utopía - U. la Salle, Yopal.
- I.E Dante Aligheri, San Vicente del Caguán

### En Costa Rica
- Colegio La Salle Costa Rica
- Universidad La Salle Costa Rica

### En España
- La Salle Arucas
- La Salle El Pilar
- La Salle Berrozpe
- La Salle Beasáin
- La Salle Bilbao
- La Salle San Sebastián
- La Salle San Luis
- La Salle Éibar
- La Salle Irungo
- La Salle La Estrella
- La Salle Sestao
- La Salle Gran Vía
- La Salle Montemolín
- La Salle Santo Ángel
- La Salle Zarautz
- La Salle Legazpi
- La Salle San Antonio Ciaño
- La Salle Gijón
- La Salle La Felguera
- La Salle Ujo
- La Salle Los Corrales de Buelna
- La Salle Santander
- La Salle Astorga
- La Salle Burgos
- La Salle Managua
- La Salle Sagrado Corazón
- La Salle Institución
- La Salle Palencia
- La Salle Valladolid
- La Santa Espina
- La Salle Lourdes
- La Salle Ferrol
- La Salle Inmaculada
- La Salle Tarragona
- La Salle Reus
- La Salle Torreforta
- La Salle Bonanova
- La Salle Santiago

- La Salle San Ildefonso
- La Salle La Laguna
- La Salle Melilla

### En Portugal
- Colégio La Salle (Barcelos)
- Colégio São Caetano (Braga)

### En México
- Universidad De La Salle Bajío, León, Guanajuato
- Universidad La Salle Ciudad de México, CDMX
- Universidad La Salle Cancún, Cancún, Quintana Roo
- Universidad La Salle Benavente, Puebla, Puebla
- Universidad La Salle Chihuahua, Chihuahua, Chihuahua
- Universidad La Salle Cuernavaca, Cuernavaca, Morelos
- Universidad La Salle Laguna, Gómez Palacio, Durango
- Universidad La Salle Victoria, Ciudad Victoria, Tamaulipas
- Universidad La Salle Morelia, Morelia, Michoacán
- Universidad La Salle Nezahualcóyotl, Nezahualcóyotl, Edo. de México
- Universidad La Salle Noroeste, Ciudad Obregón, Sonora
- Universidad La Salle Oaxaca, Santa Cruz Xoxocotlán, Oaxaca
- Universidad La Salle Pachuca, Pachuca, Hidalgo
- Universidad La Salle Saltillo, Saltillo, Coahuila
- Universidad La Salle Victoria, Ciudad Victoria, Tamaulipas